# Salado de Lebrija
El río Salado de Lebrija, también llamado arroyo Salado de Lebrija, es un pequeño río de las provincias de Cádiz y Sevilla, en la comunidad autónoma de Andalucía, que fluye en dirección oeste hasta desaguar en el río Guadalquivir, siendo el penúltimo afluente por su margen izquierda antes de la desembocadura, previo al Caño de Trebujena y posterior al Salado de Morón.

## Cauce del río y características de su cuenca
Este río nace en el municipio de Espera, en la provincia de Cádiz, al oeste del Complejo endorreico de Espera. Su cauce principal y arroyos forman una cuenca hidrográfica que ocupa 297 km² que atraviesa los municipios de Espera, El Cuervo, Las Cabezas de San Juan y Lebrija, desembocando en el río Guadalquivir a través de un encauzamiento cuyo tramo final comparte con el Salado de Morón.